# Бурдюзька сільська рада
Бурдю́зька сільська́ ра́да — адміністративно-територіальна одиниця та орган місцевого самоврядування в Кельменецькому районі Чернівецької області. Адміністративний центр — село Бурдюг.

## Загальні відомості
- Населення ради: 934 особи (станом на 2001 рік)

## Населені пункти
Сільській раді були підпорядковані населені пункти:
- с. Бурдюг

## Склад ради
Рада складалася з 16 депутатів та голови.
- Голова ради: Піхут Андрій Васильович
- Секретар ради: Бордюжан Марія Михайлівна

### Керівний склад попередніх скликань
| Прізвище, ім'я, по батькові  | Основні відомості                                                                       | Дата обрання | Дата звільнення |
| ---------------------------- | --------------------------------------------------------------------------------------- | ------------ | --------------- |
| Бордюжан Василь Андрійович   | Сільський голова, 1950 року народження, безпартійний                                    | 26.03.2006   | 31.10.2010      |
| Григоришин Дмитро Андрійович | Сільський голова, 1957 року народження, освіта вища, безпартійний                       | 31.10.2010   | 18.03.2012      |
| Піхут Андрій Васильович      | Сільський голова, 1967 року народження, освіта вища, член Соціалістичної партії України | 16.08.2012   |                 |

Примітка: таблиця складена за даними сайту Верховної Ради України

### Депутати
За результатами місцевих виборів 2010 року депутатами ради стали:

#### За суб'єктами висування
| Суб'єкт висування                                       | Кількість обраних депутатів | %    |
| ------------------------------------------------------- | --------------------------- | ---- |
| Самовисування                                           | 6                           | 37,5 |
| Партія регіонів                                         | 4                           | 25   |
| Політична партія Всеукраїнське об'єднання «Батьківщина» | 3                           | 18,8 |
| Народна партія                                          | 2                           | 12,5 |
| Соціал-демократична партія України                      | 1                           | 6,3  |

#### За округами
| № округу                                                | Прізвище, ім'я, по батькові   | Дата визнання обраним | Освіта             | Партійна приналежність                        | Відомості про обраного депутата                                     |
| ------------------------------------------------------- | ----------------------------- | --------------------- | ------------------ | --------------------------------------------- | ------------------------------------------------------------------- |
| Народна Партія                                          |                               |                       |                    |                                               |                                                                     |
| 12                                                      | Бордюжан Юрій Іванович        | 01.11.2010            | середня спеціальна | член Народної партії                          | ПП «Андрущак», працівник пекарні                                    |
| 14                                                      | Бордюжан Марія Михайлівна     | 01.11.2010            | вища               | позапартійна                                  | Бурдюзька сільська рада, секретар                                   |
| Партія регіонів                                         |                               |                       |                    |                                               |                                                                     |
| 1                                                       | Ткач Аліса Василівна          | 01.11.2010            | середня            | позапартійна                                  | Бурдюзька загальноосвітня школа І-ІІ ст., техпрацівник              |
| 3                                                       | Сирбу Олексій Олексійович     | 01.11.2010            | середня спеціальна | член Партії регіонів                          | лісничий                                                            |
| 4                                                       | Кушнір Віктор Володимирович   | 01.11.2010            | вища               | позапартійний                                 | Фермерське господарство «Вікпром», голова                           |
| 9                                                       | Циганюк Любов Миколаївна      | 01.11.2010            | середня спеціальна | позапартійна                                  | Бурдюзька сільська рада, головний бухгалтер                         |
| Політична партія Всеукраїнське об'єднання «Батьківщина» |                               |                       |                    |                                               |                                                                     |
| 6                                                       | Ротар Василь Володимирович    | 01.11.2010            | середня спеціальна | член Всеукраїнського об'єднання «Батьківщина» | Бурдюзька загальноосвітня школа І-ІІ ст., оператор газової котельні |
| 15                                                      | Осаблюк Михайло Борисович     | 01.11.2010            | середня спеціальна | член Всеукраїнського об'єднання «Батьківщина» | тимчасово не працює                                                 |
| 16                                                      | Маслов Олександр Валентинович | 01.11.2010            | середня спеціальна | позапартійний                                 | сторож                                                              |
| Соціал-демократична партія України                      |                               |                       |                    |                                               |                                                                     |
| 10                                                      | Якубишена Людмила Василівна   | 01.11.2010            | вища               | позапартійна                                  | Бурдюзька загальноосвітня школа І-ІІ ст., вчитель                   |
| Самовисування                                           |                               |                       |                    |                                               |                                                                     |
| 2                                                       | Бужак Людмила Петрівна        | 09.01.2011            | середня спеціальна | позапартійна                                  | тимчасово не працює                                                 |
| 5                                                       | Григоришин Віктор Васильович  | 01.11.2010            | середня спеціальна | позапартійний                                 | тимчасово не працює                                                 |
| 7                                                       | Караван Віктор Федорович      | 01.11.2010            | середня спеціальна | позапартійний                                 | ТзОВ «Дністрові роси», керуючий масивом с. Бурдюг                   |
| 8                                                       | Ковальчук Микола Іванович     | 09.03.2011            | середня спеціальна | позапартійний                                 | Обласна митниця, старший інспектор                                  |
| 11                                                      | Швець Василь Костянтинович    | 01.11.2010            | вища               | позапартійний                                 | Кельменецький дошкільний навчальний заклад № 1, музичний керівник   |
| 13                                                      | Бодюжан Артем Іванович        | 01.11.2010            | вища               | позапартійний                                 | тимчасово не працює                                                 |

## Населення
Згідно з переписом УРСР 1989 року чисельність наявного населення сільської ради становила 1053 особи, з яких 459 чоловіків та 594 жінки.
За переписом населення України 2001 року в сільській раді мешкали 933 особи.

### Мова
Розподіл населення за рідною мовою за даними перепису 2001 року:
| Мова       | Відсоток |
| ---------- | -------- |
| українська | 98,82 %  |
| російська  | 0,96 %   |
| молдовська | 0,11 %   |
| польська   | 0,11 %   |